# Paul von Praun (Beamter)
Paul von Praun (* 3. August 1859 in Schillingsfürst; † 16. Februar 1937 in München) war ein bayerischer Verwaltungsbeamter.

## Leben
Paul von Praun stammte aus der protestantischen Nürnberger Patrizierfamilie Praun. 1876 bis 1880 studierte er Rechtswissenschaften in München. Seit dem Studium war er Mitglied der Studentenverbindung Akademischer Gesangverein München im SV. 1880 bis 1883 folgte die Praxis beim Amtsgericht, Bezirksamt und Landgericht Nürnberg. Nach dem Staatskonkurs 1883 wurde er 1884 Akzessist bei der Regierung von Mittelfranken (KdI), 1885 Bezirksamtsassessor in Brückenau und 1889 in Forchheim. 1893 wurde er Regierungsassessor bei der Regierung von Oberbayern, 1896 Mitarbeiter in der Geheimkanzlei des Prinzregenten Luitpold von Bayern. 1897 wurde er zum Regierungsrat, am 15. Oktober 1900 zum Oberregierungsrat ernannt. Seit 9. März 1902 war er Ministerialrat, seit dem 1. Juni 1906 Regierungspräsident von Schwaben. Am 1. Oktober 1923 ging er in den Ruhestand.